# Legoland

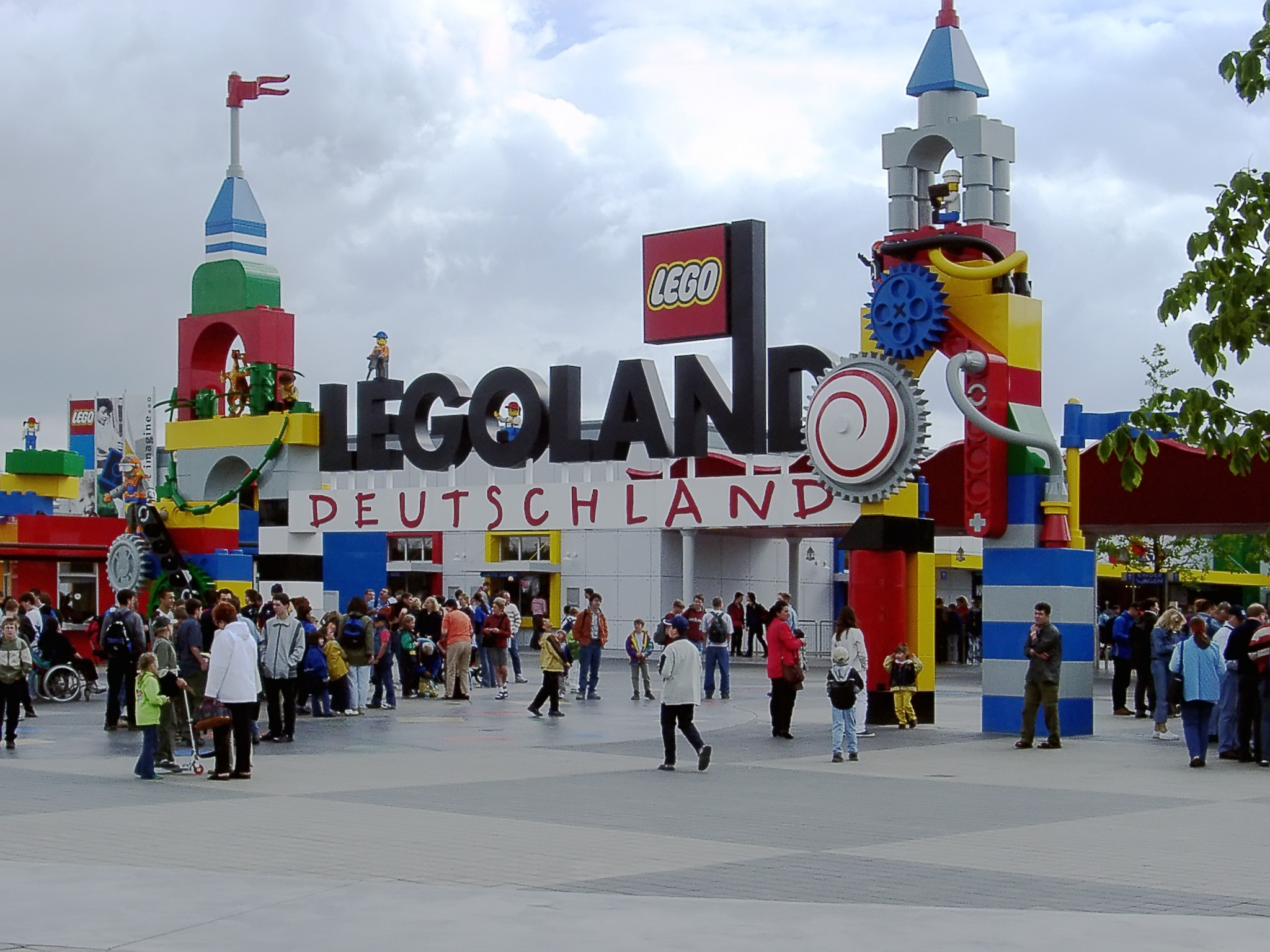
Vstupní brána do Legolandu v Günzburgu

Legoland je řetězec zábavních tematických parků stylově vycházejících ze stavebnic Lego. Legoland zahrnuje tyto parky:
- Legoland Billund (Billund, Dánsko)
- Legoland California (Carlsbad, Kalifornie, USA)
- Legoland Deutschland (Günzburg, Německo)
- Legoland Dubaj (Dubaj, Spojené arabské emiráty)
- Legoland Japan (Nagoya, Japonsko)
- Legoland Windsor (Windsor, Berkshire, Anglie)
- Legoland Florida (Orlando, Florida, Spojené státy americké)
- Legoland Malaysia (Malajsie)

Jediným připravovaným Legolandem je Legoland New York, ten se bude nacházet v okrese Orange County. Legoland Billund byl otevřen v roce 1968 a je tak nejstarším z celého řetězce parků.

## Atrakce
Parky jsou navrženy pro mladé rodiny s dětmi, ačkoliv se v nich nachází množství horských drah, ty jsou však svou konstrukcí uzpůsobeny právě dětem.
Parky jsou rozděleny do různých oblastí, které jsou pro všechny parky společné. Např. v každém parku se nachází Lego miniland, což je modelová vesnice obsahující modely pamětihodností a významných budov z celého světa, vytvořené z milionů pravých Lego kostek. Další oblastí je centrum Lego Mindstorms (učení se zábavnou formou), Duplo Gardens (pro nejmenší), řidičská oblast (zahrnující atrakce jako řidičské bazény, školy plavby, balónkové školy a hasičská akademie), dále sekce My Town, Wild Woods a Knight's Kingdom.
Atrakce v parku jsou všechny na téma Lego - mnoho z nich vypadá, jako by byly z Lego kostek postaveny. Je snaha, aby určité atrakce byly postaveny z určité série stavebnic Lego, např. populární atrakce ve všech čtyř parcích, horská dráha Dragon Coaster, která je volně vázaná na sadu stavebnic s rytířskou tematikou Knights' Kingdom. Další populární atrakce je řidičská škola, kde mohou děti řídit malá elektrická autíčka, která vypadají jako postavená z Lega. Autíčka jedou po malé síti silnic, po jejichž absolvování dítě obdrží dětský řidičský průkaz.

## Parky

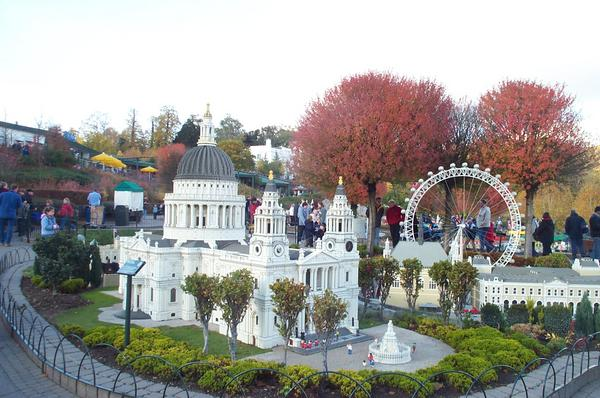
St Paul's Cathedral a London Eye v Legolandu Windsor.

### Legoland Billund
Legoland v dánském Billundu je nejstarší. Je rozdělen na 9 různých světů: Duplo Land, ImaginationZone, LEGOREDO Town, Adventure Land, Miniland, Pirate Land, Lego City, Knights Kingdom, Viking land a Polar Land (otevřen v květnu 2012). Park byl otevřen v roce 1968 a ročně jej navštíví 1,6 milionu návštěvníků, což z tohoto parku činí největší turistickou atrakci v Dánsku mimo Kodaně.

### Legoland California
Legoland California je umístěn ve městě Carlsbad v North San Diego County. Park byl otevřen 20. března 1999 a je rozdělen do 8 sekcí: The Beginning, Dino Island, Explore Village, Fun Town, Knight's Kingdom, Miniland USA, Imagination Zone a Pirate Shores.

### Legoland Deutschland
Legoland Deutschland je umístěn v německém Günzburgu a byl otevřen v roce 2002.

### Legoland Windsor
Legoland Windsor byl postaven na místě předchozího Windsor Safari Parku a otevřen v roce 1996. V současnosti je park rozdělen na 10 území, zahrnující: The Beginning, Imagination Centre, Miniland, Duplo Land, Traffic, LEGO City, Land of the Vikings, Wild Woods, Knights Kindom a Adventure Land. Je to momentálně největší Legoland s rozlohou 0.61 km2.

### Legoland Florida
Legoland Florida je druhý největší Legoland, otevření v roce 2011. Najdeme tu části Knightts Kingdom, Adventure land, Cypres Gardens, The Beggining, Lego City, Miniland a další.

### Legoland Malaysia
Legoland Malaysia je k 1. 1. 2016 nejnovější park, otevřený v roce 2012.

### Legoland Dubai
Legoland Dubai je park otevřený v roce 2016.

### Legoland Japan
Legoland Japan je park otevřený v roce 2017.

#### Legoland New York
Legoland New York, třetí park v USA, zatím ve fázi výstavby.

## Legoland Water Park
Parky s vodními atrakcemi, zahrnující různé skluzavky, bazény s umělým vlnobitím nebo klidnou řekou. Parky fungují pod některými legolandy a je do nich oddělený vstup. K 1. 1. 2016 existují 3 parky pod legolandy v Kalifornii (1999), na Floridě (2011) a v Malajsii (2012). Plánovaný je ale i vodní park pod Legolandem v Dubaji. V parku se často nachází i obchod se suvenýry či restaurace.
Legoland Waterpark se nachází také v Itálii v rámci zábavního parku Gardaland.

## Legoland discovery center
Kryté zábavní centrum, které často provozuje podobné atrakce. K 1. lednu 2016 fungují tyto parky:
- Berlín, Německo
- Chicago, Illinos, USA
- Dallas, Texas, USA
- Oberhausen, Německo
- Manchester, Spojené království
- Tokio, Japonsko
- Atlanta, Georgie, USA
- Kansas City, Missouri, USA
- Toronto, Kanada
- Boston, Massachusetts, USA
- Osaka, Japonsko

## Legoland Hotel
Speciální hotel s tematickými Lego pokoji. Nachází se v každém parku. Hotel často nabízí i bazén či restauraci. V některých parcích se můžete ubytovat i chatkách nebo stanech tee-pee.